# Tabáni temető
A Tabáni temető, egyes helyeken Tabán–Krisztinavárosi temető egy mára már megszűnt budapesti temetkezési létesítmény.

## Története
A Tabáni temetőt 1796-ban nyitották meg a Csend utca   –  Avar-utca   –   Csörsz-utca   –   Budaörsi-út (más források szerint a mai Alkotás utca – Csörsz utca – Avar utca – Hegyalja út)   közötti  19.759 négyszögölnyi területen. A temető földjét Seidl János Mihály budai polgártól vásárolta meg a budai tanács még 1786-ban 305 forintért, más források viszont úgy tudják, hogy a telket ingyen adományozta a városnak egy Rittinger nevezetű budai polgár. A temető 89 éven át üzemelt, 1885-ben szüntették be az általános temetkezéseket. Ezt követően azonban a városi tanács engedélyével alkalmilag egyesek engedélyt kaptak újabb temetésekre. Az utolsó temetés 1916. április 11-én történt, a temetőt véglegesen 1930-ban zárták be. A temető honvédsírjait már 1885-ben, egyéb jelentősebb síremlékeit a szomszédos Németvölgyi temetőbe szállították át. A temető helyén ma park, játszótér és a Magyar Testnevelési és Sporttudományi Egyetem sportpályái vannak.
Érdekesség, hogy annak idején ide temették Buda 1849-iki bevételének magyar halottait (honvédek, katonatisztek) is.
A tabáni temető mellett feküdt a tabáni görögkeleti (ortodox) temető, amelyet ugyancsak a németvölgyi temető megnyitásáig használtak.

## Nevezetes itt eltemetett halottak
- Virág  Benedek (1754–1830) költő,  műfordító  és  regényíró,
- Döbrentei   Gábor (1785–1851) író  és  nyelvész,
- Fusz  János (1777–1819)  zenetudós,
- Lenhossék    Mihály Ignác (1773–1840)  és  fia, Lenhossék József (1818–1888),  a  pesti  egyetem  bonctantanárai.